# James Krishna Floyd
James Krishna Floyd, né James Floyd le 27 août 1985 à North London en Angleterre, est un acteur britannique.

## Biographie

### Famille et formation
James Floyd a grandi à Londres, fils d'une mère tamoule et d'un père anglais d'ascendance écossaise,. Il fait des études de philosophie et de logique à la London School of Economics and Political Science (LSE) avant de s'orienter vers une carrière théâtrale en intégrant le National Youth Theatre.

### Carrière d'acteur
Au cinéma, James Floyd tient le rôle principal remarqué dans My Brother the Devil (2012) de Sally El Hosaini pour lequel il reçoit notamment le British Independent Film Award du « Meilleur espoir masculin » 2012.
En 2017, James Floyd ajoute le prénom « Krishna » à son nom d'artiste en hommage à son héritage du sous-continent indien.

## Filmographie

### Cinéma
- 2009 : Tormented de Jon Wright – Nasser
- 2010 : The Infidel de Josh Appignanesi – Gary Page
- 2011 : Everywhere and Nowhere de Menhaj Huda – Ash Khan
- 2011 : Spirit (court métrage) – Jags
- 2012 : My Brother the Devil de Sally El Hosaini – Rashid
- 2014 : Hollow (court métrage) – le prêtre
- 2015 : Rogue Agent – Alex Harks
- 2016 : City of Tiny Lights de Pete Travis – Lovely
- 2016 : Rearview de Avril Russell et Orson Nava – Simon
- 2021 : Love in a Bottle de Paula van der Oest – Miles

### Télévision
- 2006 : Holby City (série télévisée, épisode Metamorphosis) – Anil Chohan
- 2006–2007 : Dream Team (série télévisée) – Miguel Lopez
- 2008 : Compulsion (téléfilm) – Jaiman
- 2012 : Best Possible Taste: The Kenny Everett Story (téléfilm) – Freddie Mercury
- 2012 : Falcón (série télévisée épisodes The Blind Man of Seville et The Silent and the Damned) – Rafa Falcón
- 2016 :  Of Kings and Prophets (téléfilm) – Ishbaal
- 2017-2019 : The Good Karma Hospital (série télévisée, 3 saisons) – Dr Gabriel Varma
- 2020-2025 : No Man's Land (série télévisée, saison 1 et 2) d'Oded Ruskin – Nasser Yasin

## Distinctions

### Prix
- British Independent Film Awards 2012 : « Meilleur espoir masculin »